# 6 Pułk Dragonów (Cesarstwo Niemieckie)
6 pułk dragonów (Magdemburski) (niem. Magdeburgisches Dragoner-Regiment Nr. 6)  – pułk kawalerii niemieckiej okresu Cesarstwa Niemieckiego.

## Charakterystyka
Pułk został sformowany 7 maja 1860. Stacjonował w Moguncji . Wchodził w skład XVII Korpusu Armijnego .

 Wiosną 1914 był w strukturze 21 Brygady Kawalerii z 21 Dywizji Piechoty.
W wyniku mobilizacji, w sierpniu 1914 pułk osiągnął gotowość bojową i w składzie 25 Dywizji Piechoty z XVIII Korpusu Armijnego został wysłany na front zachodni.